# Chronos Cup
De Chronos Cup was een eenmalig golftoernooi van de EPD Tour. Het werd van 16-18 augustus 2010 op de Ulm Golf Club in Ulm gespeeld. Het prijzengeld was € 30.000.
De 21-jarige Tim Sluiter maakte rondes van 69-67-65 en won het toernooi met negen slagen voorsprong op Thorben Baumann. Het was zijn eerste overwinning sinds hij professional werd. Op 7 september won hij ook het volgende EPD toernooi, de Preis des Hardenberg GolfResort. Bij het EPD Tour Championship eindigde hij daarna hoog genoeg om in de top-5 van de Order of Merit te komen en naar de Challenge Tour te promoveren.